# Paraelektryk

Krzywa polaryzacji paraelektryku

Paraelektryk – dielektryk cechujący się nieliniową zależnością polaryzacji dielektrycznej od przyłożonego zewnętrznego pola elektrycznego, ale niewykazujący zjawiska histerezy. Nie ulega on spontanicznej polaryzacji w zerowym zewnętrznym polu elektrycznym.
Ferroelektryki, których charakterystyczną cechą jest zjawisko histerezy, na skutek przemiany fazowej powyżej temperatury Curie stają się paraelektrykami. Spadek ich podatności elektrycznej powyżej tego punktu opisuje prawo Curie-Weissa.
Paraelektryki znajdują zastosowanie, między innymi, w badaniach ferromagnetyków. Najpopularniejszymi paraelektrykami są materiały ceramiczne.